# Claudia L. Johnson
Claudia L. Johnson est professeur (professeur « Murray ») de littérature anglaise à l'université de Princeton, dont elle est également actuellement présidente de son Département d'anglais. Claudia Johnson est spécialiste de la Restauration anglaise et de la littérature britannique du XVIIIe siècle, avec un centrage particulier sur le roman. Elle s'intéresse aussi au féminisme et aux études portant sur les questions de discrimination sexuelle. Elle est particulièrement connue pour ses ouvrages sur Jane Austen et Mary Wollstonecraft. 

## Ouvrages principaux
- Jane Austen: Women, Politics, and the Novel (Chicago, 1988)
- Equivocal Beings: Politics, Gender and Sentimentality in the 1790s (Chicago, 1995)
- The Cambridge Companion to Mary Wollstonecraft (Cambridge, 2002), auquel elle a collaboré
- Éditions annotées de Mansfield Park (Norton, 1998), de Sense and Sensibility (Norton, 2002), et de Northanger Abbey (Oxford, 2003), de Jane Austen.

## Appréciation  et récompenses
Nina Auerbach a qualifié Equivocal Beings de « point définitif effectué sur Mary Wollstonecraft, Ann Radcliffe et Fanny Burney […] Il devrait devenir un des grands ouvrages classiques traitant du féminisme, non seulement pour ce qui est du XVIIIe siècle, mais aussi pour toutes les femmes de lettres de leur temps ».
Margaret Anne Doody de son côté, écrit que « Jane Austen: Women, Politics, and the Novel est un ouvrage brillant, spirituel et bien informé […] le meilleur livre sur Jane Austen depuis au moins une decennie — et d'ailleurs, l'un des meilleurs de tous les temps ». 
« Elle met maintenant la dernière main à un livre sur l'« écrivainolâtrie » (author-love) intitulé Jane Austen’s Cults and Cultures (Cultes et cultures austiniennes), qui analyse les évolutions de la « Janeolâtrie » des janeites de 1817 à l'époque actuelle, et travaille sur un autre nommé Raising the novel (mot à mot « Élever le roman »), qui étudie les efforts accomplis à l'heure actuelle pour définir un idéal du roman en élevant les romans pour devenir les pierres de touche d'un haute culture. »
Claudia L. Johnson s'est vu décerner des Guggenheim Fellowships ainsi que des dons de la Fondation nationale pour les sciences humaines.